# Buchosa (Distrikt)
Buchosa ist ein Distrikt der Region Mwanza im Nordwesten von Tansania. Er liegt am Südufer des Victoriasees und grenzt im Osten an den Distrikt Sengerema und im Süden an die Region Geita. Das Verwaltungszentrum befindet sich in Nyehunge.

## Geographie
Buchosa  hat eine Fläche von 6657 Quadratkilometern. Davon sind 82 Prozent Wasserfläche des Victoriasees, 18 Prozent entfallen auf das Festland und auf 31 Inseln. Die größten davon sind die Maisome und Kome. Bei der Volkszählung 2022 lebten 413.110 Menschen im Distrikt.
Das Klima ist tropisch mit zwei Regenzeiten. Kurze Regenschauer fallen von Oktober bis Februar, ausgiebige Niederschläge gibt es von Februar bis Mai. Im Durchschnitt fallen 800 bis 1400 Millimeter Regen im Jahr. Die Durchschnittstemperaturen schwanken nur gering von 21,6 Grad Celsius im November bis 22,9 Grad im Februar.

## Geschichte
Der Distrikt Buchosa wurde 2015 gegründet.

## Verwaltungsgliederung
Buchosa besteht aus 21 Bezirken (Wards):
- Bangwe
- Bugoro
- Buhama
- Bukokwa
- Bulyaheke
- Bupandwa
- Iligamba
- Irenza
- Kafunzo
- Kalebezo
- Kasisa
- Katwe
- Kazunzu
- Lugata
- Luharanyonga
- Maisome
- Nyakaliro
- Nyakasasa
- Nyakasungwa
- Nyanzenda
- Nyehunge

## Einrichtungen und Dienstleistungen
- Bildung: Im Distrikt befinden sich 90 Grundschulen und 19 weiterführende Schulen.[5]
- Gesundheit: In Buchosa gibt es kein Krankenhaus, jedoch 5 Gesundheitszentren und 28 Apotheken.[6]

## Wirtschaft und Infrastruktur
Etwa 80 Prozent der Bevölkerung leben von der Landwirtschaft. Daneben wird im Victoriasee gefischt und es befinden sich kleine Wirtschaftsbetriebe im Distrikt.
- Landwirtschaft: Die wichtigsten Feldfrüchte sind Mais, Reis, Maniok, Süßkartoffeln, Hülsenfrüchte, Baumwolle und Kaffee. An Tieren werden vor allem Rinder, Schafe und Ziegen, Esel, Schweine und Geflügel gehalten.[7]
- Straßen: Es gibt im Distrikt keine Nationalstraßen. Die Regionalstraßen sind nicht asphaltiert (Stand 2020).[8]

## Politik
In den Distriktrat werden 28 Vertreter gewählt, davon sind 6 Sitze für Frauen reserviert.

## Naturschutzgebiete, Sehenswürdigkeiten
- Rubondo-Nationalpark: Der 456 Quadratkilometer große Nationalpark nimmt auch große Teile der Insel Maisome ein. Der Park ist bekannt wegen seiner Vielfalt an Wasservögeln und Schmetterlingen.[10][11][12]